# 中京学院大学短期大学部
中京学院大学短期大学部（日语：／ Chūkyō Gakuin Daigaku Tanki Daigakubu *），简称中短（ちゅうたん），是一所位于日本岐阜县瑞浪市的私立短期大学。前中京短期大学（日语：／ Chūkyō Tanki Daigaku *）。

## 概

### 简介
- 学校最早可以追溯到1962年[1]。短期大学为于1966年开办[1]、由学校法人安达学园经营。为男女同校从1986年。

### 历史
- 1966年 中京短期大学成立并同时设置两个学科即家政科、保育科[1]。
- 1967年 家政科分离为两个专攻即家政专攻和食物营养专攻[1]。
- 1970年 业余课程烹饪专修成立[1]。
- 1974年 保育科校园迁址至岐阜县中津川市[1]。
- 1978年 开始招収男学生于业余课程烹饪专修。
- 1986年 经营学科（男女同校）成立[1]。
- 1987年 开始招収男学生于家政科家政专攻和食物营养专攻。
- 1989年 家政科改名为生活学科、家政专攻改名为生活文化专攻[1]。
- 1990年 经营学科校园迁址至岐阜县中津川市、保育科校园迁址至岐阜县瑞浪市[1]。
- 1992年 经营学科招生最后、次年停止招生[1]（正式停办于1994年5月30日）[2]。
- 2006年 生活学科生活文化专攻招生最后、次年停止招生（正式停办于2008年3月31日）[2]。
- 2008年 今年4月1日生活学科食物营养专攻改编为健康营养学科[1]。
- 2010年 改校名为中京学院大学中京短期大学部、业余课程烹饪专修招生最后、次年停办[1]。

### 宪章
- 请参看中京学院大学中京短期大学部的标志（页面存档备份，存于） （日語） 2014年1月27日阅览。

## 学校环境
- 瑞浪校区：在岐阜县瑞浪市
  - 保育科、健康营养学科
- 中津川校区：在了岐阜县中津川市
  - 前保育科、经营学科（从1990年[1]）

## 历任校长
- 安达寿雄：第一代短期大学校长[3]。
- 大西健夫：现在短期大学校长[4]。

## 组织

### 学科
- 保育科
- 健康营养学科

### 前学科
- 生活学科[注 1]
  - 生活文化专攻[注 2]
  - 食物营养专攻[注 1]
- 经营学科[注 3]

### 专科
| - 没有 |

### 业余课程
| - 烹饪专修 |

## 相关链接
- 日本短期大学列表
- 中京学院大学
- 中京短期大学：在了爱知县、改编为中京大学于1956年。